# Корнуоллис, Фредерик
Фредерик Корнуоллис (англ. Frederick Cornwallis; Лондон, 22 февраля 1713 — Ламбет, 19 марта 1783) — 87-й архиепископ Кентерберийский (1768—1783).

## Биография

### Ранние годы
Фредерик Корнуоллис был седьмым сыном Чарльза, 4-го барона Корнуоллиса (1675—1722) и его жены Шарлотты Батлер (ум. 1725), дочери Ричарда Батлера, 1-го герцога Аррана. Братом-близнецом Фредерика был Эдвард Корнуоллис, ставший известным военачальником.
В 1725—1728 годах Корнуоллис обучался в Итонском колледже, в 1732 году поступил в Колледж Христа (Кембридж), в 1737 получил степень бакалавра искусств.
В 1739 году Корнуоллис был посвящён в диакона и стал преподавать в своём колледже, в 1742 году рукоположён в священника, в 1748 году получил степень доктора богословия.

### Церковное служение
В 1740 году стал ректором церкви в Келмондистоне (Саффолк), а в 1742 — в Тиветшэлле (Норфолк). В 1746 году стал капелланом Георга II и каноником Виндзора (то есть настоятелем домовой часовни Святого Георгия в королевской резиденции — Виндзорском замке). В 1747 году Корнуоллис стал пребендарием Линкольнского собора, в 1750 году — каноником собора Святого Павла, а в 1766 году — деканом этого собора. В 1750 году Корнуоллис стал епископом Личфилдским.

### Архиепископ Кентерберийский
В 1768 году после смерти Томаса Секкера Корнуоллис при поддержке герцога Графтона занял Кентерберийскую архиепископскую кафедру, хотя ранее ему не далось добиться перевода на кафедру Сэлисбери. Он не только совершал положенные объезды епархий, но и регулярно принимал представителей духовенства в Ламбетском дворце (правда, король Георг III однажды высказал своё неудовольствие по поводу превращения архиепископской резиденции в место светских раутов). Архиепископ не слишком усердно участвовал в работе Палаты лордов, но поддержал кампанию за введение поправок в законодательство о присяге духовенства и университетских преподавателей на верность 39 статьям англиканского вероисповедания и выступил в 1772 году против так называемой «петиции таверны Feathers» о замене для диссентеров письменного признания истинности 39 статей на декларацию веры в Библию. Корнуоллис делал пожертвования в фонд помощи американскому епископальному духовенству, низложенному в 1776 году и всячески поддерживал деятельность Объединённого общества распространения Евангелия. Он также не разделял усилившейся во второй половине XVIII века паранойи относительно «католической угрозы», и в 1780 году Ламбетский дворец едва не стал объектом нападений участников «бунта Гордона».
Фредерик Корнуоллис умер 19 марта 1783 года в Ламбетском дворце и был похоронен в Ламбетской церкви 27 марта.

## Семья
8 февраля 1759 года Корнуоллис женился на Каролине Таунсенд, дочери Уильяма Таунсенда и внучке Чарльза Таунсенда, 2-го виконта Таунсенда. Каролина умерла 5 января 1809 года, детей у супругов не было.